# Sojuz T-1
Sojuz T-1 byla bezpilotní kosmická loď SSSR z roku 1979, první z nové řady Sojuz T. Připojila se k orbitální stanici Saljut 6. Podle katalogu COSPAR dostala označení 1979-103A.

## Okolnosti před letem
Nový typ lodě byl vyzkoušen pod programem Kosmos již pětkrát před tímto oficiálním letem. Prototypy stále vyvíjecí se lodi měly označení Kosmos 772, Kosmos 869, Kosmos 1001 a Kosmos 1074. Ještě řadu měsíců létaly souběžně do vesmíru jak starší, tak tyto nové typy kosmických lodí. V období let 1974 až 1981 do kosmu USA žádné lodě nevypouštěly, až v roce 1981 první raketoplán.

## Průběh letu
Na oběžnou dráhu Země byla vypuštěna raketou Sojuz U z kosmodromu Bajkonur dne 16. prosince 1979. Tři dny po startu, 19. 12. 1979 se připojila k orbitální stanici Saljut 6 na její přední spojovací uzel. Bylo to v pauze mezi službou třetí a čtvrté posádky stanice. Zde Sojuz T-1 setrval do 23. 3. 1980, pak se loď na povel ze Země odpojila a po dvou dnech samostatného letu dne 25. března 1980 zanikla v atmosféře. Deset dní po jejím odletu na Saljut 6 přiletěl Sojuz 35 s další posádkou kosmonautů.

## Konstrukce
Oproti předchozímu typu Sojuzu byl nový sice vnějšími rozměry i tvarem stejný, ale vnitřek byl změněn. Díky vývoji mikroelektroniky byly instalovány nové typy počítačů i obrazovek, zmodernizovány byly i jejich programy (orientace, stabilizace, manévrovací schopnosti). Byl dodán nový typ lehčích nádrží na pohonné hmoty. Snížení váhy pak umožnilo namontovat třetí křeslo kosmonauta, nebo nést jiný užitečný náklad. Byly instalovány také sluneční baterie. Hmotnost lodě byla 6850 kg. Délka lodě byla 698 cm, průměr 272 cm. Sestavena byla ze tří částí:
- SA – návratový modul
- BO – obytná sekce
- PAO – přístrojová sekce